# آزاسيكلونول
آزاسيكلونول (والذي يُباع تحت الأسماء التجارية أتاركتان، وكالميران، وفرنوتون، وفريكويل، وسيكوسان)، والمعروف أيضًا باسم بيبرادرول، هو دواء فعّال لتقليل الهلوسة في الأفراد المُصابين بالذهان. كما يوصف الدواء على أنه مُهدئ للأعصاب ومضاد للذهان، إلا أن تلك الاستخدامات ليست دقيقة لأنها لا تملك في الواقع أدلة تدعمها. وعلى الرغم من امتلاكه تصاوغ بنيوي مع البيبرادرول، إلا أنه لا يُصنّف تحت قائمة المنبهات النفسية، وبدلاً من ذلك يكون له آثار اكتئاب خفيفة.
تم تقديم الدواء في أوروبا في منتصف الخمسينيات لعلاج الفصام لأنه وجد أنه يخفف من الآثار المخدرة الذاتية لثنائي إيثيل أميد حمض الليسرجيك LSD والميسكالين في البشر. ومع ذلك، بسبب الفعالية السريرية الضعيفة والمختلطة لم يلق قبولًا واسع النطاق وتم إيقاف إنتاجه في النهاية.
يُعرف آزاسيكلونول أيضًا باسم ثنائي فينيل ميثانول البيبيريدين وهو الهيكل الأم لمضادات الهيستامين وفيكسوفينادين وتيرفينادين. ينتج تيرفينادين من آزاسيكلونول باعتباره المستقلب النشط الرئيسي.
يتم ذلك عن طريق إضافة الفلزية العضوية من لحلقة البروموبيريدين الرابعة إلى بينزفينون، تليها هدرجة حلقة البيريدين.